# Jordan Parise
Jordan Robert Parise (* 19. September 1982 in Faribault, Minnesota) ist ein ehemaliger US-amerikanischer Eishockeytorwart, der zuletzt beim HC Valpellice in der italienischen Serie A1 unter Vertrag stand. Jordans Vater Jean-Paul war über viele Jahre in der National Hockey League aktiv, sein Bruder Zach ist ebenfalls NHL-Spieler.

## Karriere
Jordan Parise begann seine Karriere in der Saison 2001/02 der United States Hockey League bei den Chicago Steel. Zur folgenden Spielzeit wechselte er zum Ligakonkurrenten Waterloo Black Hawks, ehe er sein Studium an der University of North Dakota begann und für drei Spielzeiten in deren Eishockeyteam in der National Collegiate Athletic Association auflief. Dort hielt er nach seinem Abschluss die schulinterne Karriere-Bestmarke für den niedrigsten Gegentorschnitt mit 2,14 Gegentoren pro Spiel.
In der Spielzeit 2006/07 wechselte er in die American Hockey League zu den Lowell Devils und konnte in seinem ersten Jahr auch überzeugen, jedoch brachen seine Leistungen in der folgenden Saison ein, sodass er nur zu insgesamt achtzehn Einsätzen kam. Im Sommer 2008 erhielt er ein Vertragsangebot des österreichischen Erstligisten sowie zu diesem Zeitpunkt amtierenden Meisters EC Red Bull Salzburg und wechselte nach Europa, um seiner Karriere neuen Schwung zu geben. Obwohl er nicht im Spitzenfeld der besten Torhüter in der Liga zu finden war, spielte er eine ausgeglichene Saison und errang schließlich den Vizemeistertitel mit dem Club. 
Für die folgende Saison kehrte er nach Nordamerika zurück und bildete zusammen mit Adam Berkhoel bei den Wheeling Nailers das Torhüterduo. Im Dezember nahm er schließlich ein Vertragsangebot des EC KAC an und spielte damit bis 2010 wieder in der österreichischen Liga, bevor er den Verein zur Saison 2010/11 wieder verließ. Im September 2010 nahm Parise am Trainingslager der New York Rangers teil und wurde anschließend zum Hartford Wolf Pack geschickt. Zwei Monate später unterschrieb er einen Kontrakt bei Lørenskog IK in der GET-ligaen. Anfang Oktober 2011 erhielt er einen zeitlich begrenzten Vertrag bei den Dresdner Eislöwen in der 2. Eishockey-Bundesliga. Im Dezember 2011 wechselte er in die DEL zu den Augsburger Panthern. Es folgte im Sommer 2012 der Wechsel in die italienische Serie A, wo er einen beim HC Valpellice unterschrieb. Mit dem HC Valpellice gewann er 2013 die Coppa Italia, ehe er seine Karriere im Sommer 2013 beendete. Anschließend arbeitete er im Vertrieb von Medizinprodukten.

## Karrierestatistik

### Playoffs
(Legende zur Torhüterstatistik: GP oder Sp = Spiele insgesamt; W oder S = Siege; L oder N = Niederlagen; T oder U oder OT = Unentschieden oder Overtime- bzw. Shootout-Niederlage; Min. = Minuten; SOG oder SaT = Schüsse aufs Tor; GA oder GT = Gegentore; SO = Shutouts; GAA oder GTS = Gegentorschnitt; Sv% oder SVS% = Fangquote; EN = Empty Net Goal; 1 Play-downs/Relegation; Kursiv: Statistik nicht vollständig)